# Aphonopelma hentzi
Aphonopelma hentzi és una de les espècies de taràntula més comunes, prosperant actualment en la majoria dels estats al sud dels Estats Units. Les femelles poden superar els 14-15 cm de longitud i els mascles mesuren entorn dels 12-14 cm. El cos en general és de color marró fosc, encara que la coloració pot variar en matisos, sobretot després d'una muda.

## Ecologia
Les femelles poden pondre fins a mil ous, que són dipositats en una teranyina dins del cau de la taràntula, on són vigilats per la mare. Els ous es desclouen després de 45-60 dies. Quan les petites aranyes abandonen el sac d'ous, de vegades romanen amb la mare durant una setmana abans de dispersar-se per construir els seus propis caus.
Les femelles poden viure fins a trenta anys, encara que es creu que el seu cicle vital pot ser major. Els mascles rarament viuen més de tres mesos després de la maduració sexual i l'aparellament.

L'àrea de distribució de la d'A. hentzi es concentra en els estats de Texas, Oklahoma i altres zones adjacents del sud dels Estats Units i el nord de Mèxic. Solen habitar en prades, en caus excavats en el sòl; o utilitzant troncs, pedres o caus abandonats per rosegadors. A. hentzi utilitza la seva teranyina per cobrir l'entrada del seu refugi i detectar a les preses que passen. Encara que no solen abandonar el sòl, són capaços de grimpar.
Quan la hi molesta, com la majoria de les taràntules, A. hentzi alça les seves potes davanteres de forma amenaçadora. A més disposen de petits pèls urticants de color negre en el seu abdomen que són capaços de llançar en l'adreça de l'amenaça. La seva mossegada, encara que dolorós, en general no provoca un dany seriós als humans. N'hi ha prou amb aplicar un drap fred a la zona de la mossegada, i si es produeix inflor, buscar atenció mèdica.
La dieta d'A. hentzi consisteix principalment en coleòpters, paneroles, grills i ocasionalment ratolins. Quan s'alimenta, l'abdomen (opistosoma) sovint duplica la seva grandària.

## Captivitat
'A. hentzi sol ser una mascota relativament comuna a causa de la seva docilitat. Com la majoria de les altres espècies de taràntula que es crien en captivitat, A. hentzi és molt fàcil de manejar i requereix poques cures. Normalment ha de mantenir-se en un terrari de 30 x 30 cm amb baixa humitat i temperatura mitjana de 26 °C de dia i 22 °C de nit. També ha d'incloure un refugi per ocultar-se i dormir i un petit recipient amb aigua.
L'alimentació recomanada en captivitat és de 4-6 grills vius cada poques setmanes. Les preses no devorades han de ser retirades després d'un dia. Quan dejuna durant dies o setmanes a vegades indica la imminència d'una muda de pell.